# Дома 1125 км
Дома 1125 км (рос. Дома 1125 км) — сільський населений пункт без офіційного статусу в Сарапульському районі Удмуртії, Росія.

## Населення
Населення становить 22 особи (2010, 20 у 2002).
Національний склад (2002):
- росіяни — 60 %